# L'Indépendance française

## L'Indépendance française
L'Indépendance française, publié à Paris de 1946 à 1950
, journal royaliste français, fondé par Marcel Justinien, dirigé par Jean Madiran sous le pseudonyme de Jean-Louis Lagor, pour tenter de remplacer le célèbre quotidien L'Action française, interdit de parution en 1944 pour complicité avec le régime de Vichy.
Le journal est suspendu d'octobre 1946 à mars 1947 pour ne pas avoir obtenu l'autorisation éditoriale préalable. Son directeur Justinien est emprisonné. Les contributeurs de ce bimensuel, parmi lesquels on comptait Pierre Varillon, Antoine Blondin, Julien Guernec, étaient presque tous issus de l'Action française.
Les amendes et les frais oblige à s'endetter de plus de deux millions francs. Elle est absorbée partiellement en juin 1950 par Aspects de la France et du monde, un hebdomadaire monarchiste d'Action française créé en 1947 par Georges Calzant et fidèle à l'orthodoxie de maurrassisme.
Cette fusion n'est pas acceptée par Jean Madiran qui fera paraître un nouveau journal.

## L'Indépendance française nouvelle
L'Indépendance française devient alors : L'Indépendance française nouvelle (Paris, 1950-1951)

## Sources
- Philippe Vilgier, Le Lys rouge et les royalistes à la Libération, Camelot et Joyeuse Garde, Paris, 1994, 180 p.  (ISBN 2878980050).
- Patrick Louis, Histoire des royalistes de la Libération à nos jours, Jacques Grancher, 1994, 224 p.  (ISBN 2-7339-04450).